# Гусаков, Алексей Гаврилович
Алексей Гаврилович Гусаков (10 января 1939 — 19 октября 2022) — советский военный моряк, гидронавт и офицер-испытатель, Герой Советского Союза (5 мая 1989). Капитан 1-го ранга (4 ноября 1981).

## Биография
Родился 10 января 1939 года в деревне Городище (ныне — Невельский район Калининской области в многодетной семье крестьян—колхозников. Его мать Гусакова Фекла Никитична за рождение и воспитание 10 детей позднее была награждена орденом «Мать-героиня». В годы Великой Отечественной войны ребёнком пережил немецкую оккупацию в родном селе. Учился в начальной школе в родной деревне, в 1954 году окончил школу-семилетку в соседнем более крупном селе Усово, в 1955 — восемь классов школы в Невеле. Затем уехал учиться на моряка и в 1957 году окончил школу специалистов рядового плавсостава в городе Советске Калининградской области, там же в эти годы окончил 10 классов в вечерней школе рабочей молодёжи. В 1957—1959 годах работал мотористом, старшим мотористом на судах отделения вспомогательных судов и гаваней тыла Балтийской военно-морской базы Балтийского флота в городе Балтийске Калининградской области. В 1959 году приехал в Ленинград и успешно поступил, а в 1964 году окончил Ленинградское высшее инженерное морское училище (судомеханический факультет).
С июля 1964 года — в Военно-морском флоте СССР. В июле 1965 года Гусаков окончил курсы офицерского состава при Ленинградском высшем военно-морском инженерном училище. По окончании курсов прибыл для прохождения службы на Северный флот, где в августе того же года назначен командиром торпедной группы минно-торпедной боевой части (БЧ-3) подводной лодки (ПЛ) «Б-69». Но, как оказалось, корабль в это время проходил ремонт и переоборудование в качестве корабля-носителя глубоководных обитаемых аппаратов на Кронштадтском морском заводе, поэтому лейтенанту Гусакову пришлось возвращаться с Севера на Балтику. На этом корабле он проходил дальнейшую службу (вскоре подводная лодка была официально передана из Северного флота в состав Ленинградской военно-морской базы Балтийского флота. С июня 1966 года по март 1969 года — командир трюмной группы электромеханической боевой части (БЧ-5) этого корабля. Приобрёл большой опыт работы с глубоководными аппаратами «Архипелаг» и «Селигер», будучи изначально внештатным начальником службы по обслуживанию корабельной части этих аппаратов, а затем и членом их экипажей.
С марта 1969 года был младшим военным представителем, затем военным представителем военных представительств Министерства обороны СССР. Активно участвовал в разработке, изготовлении и испытании новой военно-морской техники. С мая 1977 года служил в специальной части Министерства обороны СССР, где был офицером-испытателем военно-морской техники.
За время службы на флоте участвовал в более 15 длительных автономных походах на подводных лодках, совершил 21 спуск продолжительностью каждый по 72 часа на глубину 2000 метров, отработал на глубине более 1500 часов.
Указом Президиума Верховного Совета СССР от 5 мая 1989 года за «успешное выполнение специального задания командования и проявленные при этом мужество и героизм» капитан 1-го ранга Алексей Гаврилович Гусаков был удостоен звания Героя Советского Союза с вручением ордена Ленина и медали «Золотая Звезда» за номером 11597.
В июле 1991 года уволен в запас.
Несколько лет жил в родительском доме в деревне Городище Невельского района. Проживал в последнее время в Санкт-Петербурге.

## Награды
- Герой Советского Союза (5.05.1989)
- Орден Ленина (5.05.1989)
- Два ордена Красной Звезды (1973, 18.02.1981)
- Орден «За службу Родине в Вооружённых Силах СССР» 3-й степени (29.01.1976)
- Ряд медалей[7]